# Günther Maleuda

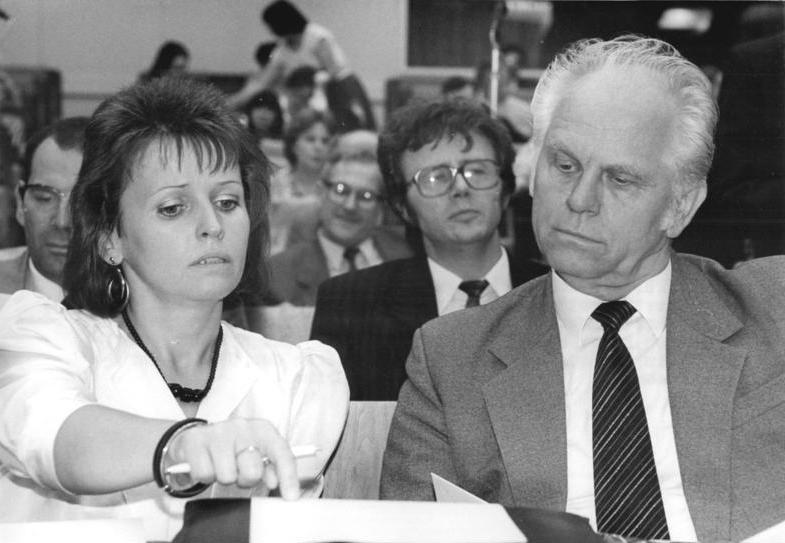
Günther Maleuda (rechts)

Günther Maleuda (Altbeelitz, 20 januari 1931 – Bernau, 18 juli 2012) was een Oost-Duits politicus. Hij studeerde van 1950 tot 1952 landbouwwetenschappen in Weimar en van 1952 tot 1957 rechten in Potsdam. Maleuda werd in 1949 lid van de Demokratische Bauernpartei Deutschlands (DBD), een satellietpartij van de communistische SED. Van 1955 tot 1957 was hij lid van de partijraad van het district Potsdam en van 1957 tot 1967 vicevoorzitter van de partijafdeling in Königs Wusterhausen. 
Van 1967 tot 1976 was Maleuda plaatsvervangend voorzitter van de Landbouwproductie Raad van de DDR en opnieuw lid van het DBD-partijbestuur van Potsdam en daarna tot 1982 districtsvoorzitter van de DBD te Halle. Tot 1987 was hij secretaris van het hoofdbestuur van de DBD. Van 1981 tot 1990 was Maleuda lid van de Volkskammer. In 1987 werd hij als opvolger van Ernst Mecklenburg voorzitter van de DBD. Na de val van de Berlijnse Muur werd Maleuda president van de Volkskammer (tot maart 1990). Na de eerste democratische Volkskammer-verkiezingen van april 1990 werd Maleuda fractievoorzitter van de DBD-fractie in de Volkskammer en trad hij als voorzitter van de DBD af. In de hoedanigheid als fractievoorzitter werkte hij nauw samen met de Demokratischer Frauenbund Deutschlands (DFD) fractie. Later fuseerden de beide fracties.
In tegenstelling tot de rest van het bestuur, ging Maleuda niet over tot de CDU. Na de Duitse Hereniging was hij van 1994 tot 1998 voor de PDS (Partei des Demokratischen Sozialismus; voormalige communisten van de SED) afgevaardigde in de Duitse Bondsdag.  
- Gemeinsame Normdatei: 1208840924
- Virtual International Authority File: 49727485